# Aspilota subcubiceps
Aspilota subcubiceps är en stekelart som beskrevs av Sergey A. Belokobylskij 2007. Aspilota subcubiceps ingår i släktet Aspilota och familjen bracksteklar. Inga underarter finns listade.